# Pot'ma
Pot'ma (in russo Потьма?; in lingua mokša: Потма) è un insediamento di tipo urbano del distretto Zubovo-Poljanskij nella Repubblica di Mordovia, Russia. Si trova in una foresta, 6 km a nord-est del centro distrettuale di Zubova Poljana.